# Sankt Martin (Austria)
Sankt Martin è un comune austriaco di 1 129 abitanti nel distretto di Gmünd, in Bassa Austria; ha lo status di comune mercato (Marktgemeinde).